# یواس‌اس تایگرس (۱۸۱۳)
یواس‌اس تایگرس (۱۸۱۳) (به انگلیسی: USS Tigress (1813)) یک کشتی بود که طول آن ۵۰ فوت (۱۵ متر) بود. این کشتی در سال ۱۸۱۳ ساخته شد.